# Dicotylichthys punctulatus
Dicotylichthys punctulatus es una especie de peces de la familia Diodontidae en el orden de los Tetraodontiformes.

## Morfología
Pueden llegar alcanzar los 40 cm de longitud total.

## Alimentación
Come invertebrados de cáscara dura.

## Hábitat
Es un pez de mar de clima subtropical y asociado a los  arrecifes de coral que vive hasta los 50 m de profundidad.

## Distribución geográfica
Se encuentra en Australia.